# Podróż apostolska Benedykta XVI do Polski
Podróż apostolska Benedykta XVI do Polski odbyła się w dniach 25–28 maja 2006.
Zgodnie z planem Benedykt XVI odwiedził Warszawę, miejsca związane z osobą papieża Jana Pawła II: Częstochowę, Wadowice, Kalwarię Zebrzydowską, Kraków, Oświęcim.
Był to dziesiąty pobyt urzędującej głowy Kościoła rzymskokatolickiego w Polsce i jedyny Benedykta XVI.

## Przygotowania do pielgrzymki
Ministerstwo Spraw Wewnętrznych i Administracji skierowało do zabezpieczenia pielgrzymki 30 tys. policjantów i 5 tys. strażaków Ochotniczej Straży Pożarnej.
Wicepremier Ludwik Dorn 8 kwietnia 2006 zapowiedział na konferencji prasowej w siedzibie Episkopatu Polski, że przygotowania do pielgrzymki Benedykta XVI przebiegają zgodnie z harmonogramem i ustaleniami.
Koszt pielgrzymki wyniósł 24 mln złotych.
Ze strony kościelnej odpowiedzialnym za przygotowanie wizyty był sekretarz generalny Konferencji Episkopatu Polski bp Piotr Libera.

## Hasło i logo pielgrzymki
Oficjalne logo pielgrzymki, autorstwa Jarosława Babikowskiego z Piastowa
Hasłem towarzyszącym podróży Benedykta XVI były słowa: Trwajcie mocni w wierze

## Przebieg wizyty

### Czwartek, 25 maja 2006

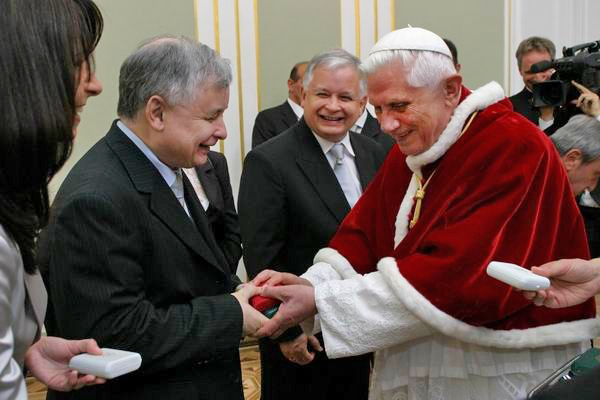
Jarosław Kaczyński i papież Benedykt XVI, z tyłu Lech Kaczyński

- 11:00 –  przylot na stołeczne Lotnisko Chopina (przemówienie papieża)
  - Trasa przejazdu papamobile z lotniska do katedry wiodła obok pomników: Bohaterów Getta, Poległym i Pomordowanym na Wschodzie, Powstania Warszawskiego. Orszak papieski zatrzymał się na chwilę przed katedrą Polową Wojska Polskiego, gdzie biskup polowy gen. dyw. Tadeusz Płoski wręczył Benedyktowi XVI kwiaty. Na całej trasie przejazdu papieża pozdrawiali licznie zgromadzeni wierni.
- 12:30 – wizyta w warszawskiej archikatedrze i spotkanie z duchowieństwem, w wygłoszonym tam przemówieniu papież poruszył najważniejsze problemy Kościoła w Polsce.
  - Po spotkaniu z duchowieństwem papież modlił się przy grobach prymasów Stefana Wyszyńskiego i Augusta Hlonda, następnie udał się na obiad do siedziby prymasa Polski, a potem na krótki odpoczynek do nuncjatury apostolskiej.
- 17:45 – spotkanie z Prezydentem RP Lechem Kaczyńskim oraz jego rodziną i przedstawicielami władz w Pałacu Prezydenckim.
  - Po spotkaniu i rozmowie z prezydentem Benedykt XVI modlił się chwilę w pałacowej kaplicy.
- 19:00 – modlitwa ekumeniczna w Parafii św. Trójcy Kościoła Ewangelicko-Augsburskiego w RP.
- Niezaplanowanym punktem programu wizyty było błogosławieństwo, którego papież udzielił z balkonu nuncjatury apostolskiej wiwatującym mieszkańcom Warszawy.

### Piątek, 26 maja 2006

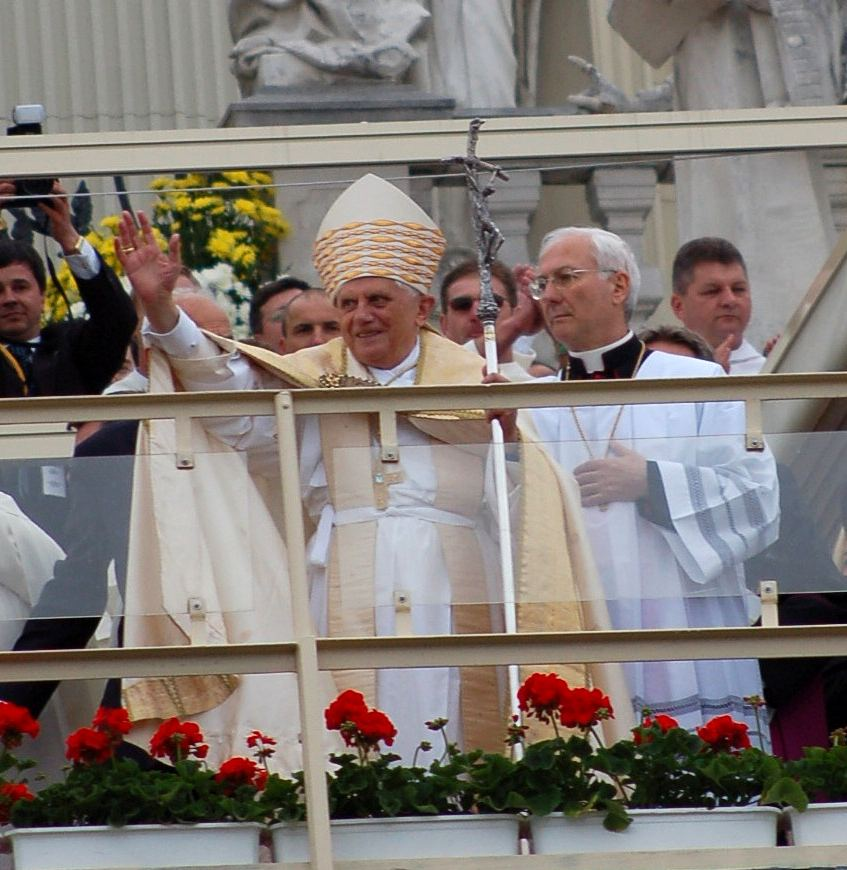
Benedykt XVI pozdrawia pielgrzymów zgromadzonych na jasnogórskich błoniach

- 9:30 – msza na pl. Marszałka Józefa Piłsudskiego w Warszawie (udział ok. 300 000 wiernych)
  - Przed mszą papież przejechał między sektorami witany przez pielgrzymów, wśród których było ponad 2300 Białorusinów, oraz mieszkańcy m.in. Hiszpanii, Norwegii, Kanady, Nowej Zelandii, Ukrainy, Rosji i Filipin.
  - Wraz z Benedyktem XVI liturgię koncelebrowało 120 kardynałów i biskupów z kraju i zagranicy.
  - W swojej homilii papież nawiązał do słów Jana Pawła II wypowiedzianych podczas jego pierwszej pielgrzymki do Polski Niech zstąpi Duch Twój i odnowi oblicze ziemi. Tej ziemi!.
  - W czasie mszy papież ukoronował obraz Matki Bożej Trybunalskiej koronami poświęconymi w październiku 2004 roku przez Jana Pawła II.
  - Po błogosławieństwie na zakończenie mszy Benedykt XVI wszedł w tłum wiernych i pośród nich przeszedł do zakrystii urządzonej w siedzibie dowództwa Garnizonu Warszawa.
- Następnie Benedykt XVI udał się do nuncjatury apostolskiej, gdzie m.in. przyjął sędziów Trybunału Konstytucyjnego oraz przedstawicieli firm sponsorujących pielgrzymkę.
- 17:30 – wizyta w sanktuarium na Jasnej Górze i nabożeństwo majowe (udział ok. 450 000 wiernych).
  - W Kaplicy Cudownego Obrazu Benedykt XVI pobłogosławił zakonników, zakonnice, kleryków oraz przedstawicieli ruchów katolickich, a paulinom – gospodarzom Jasnej Góry przekazał złotą różę, która miała być darem papieża Pawła VI z okazji tysiąclecia Chrztu Polski (Paweł VI nie mógł przekazać jej osobiście, gdyż władze komunistyczne nie zgodziły się na jego przyjazd do Polski).
  - Przemówienie wygłoszone przez papieża na Wałach Jasnogórskich skierowane było głównie do przedstawicieli różnych ruchów w Kościele, oraz członków wspólnot zakonnych.
- 20:00 – przylot do Krakowa
- 21:44 – Benedykt XVI ukazał się na 6 minut w oknie Pałacu Arcybiskupiego w Krakowie i przemówił do wiernych, którzy pożegnali go słowami Dobrej nocy, Ojcze! Przyjdziemy jutro! Punkt ten nie był zaplanowany.

### Sobota, 27 maja 2006

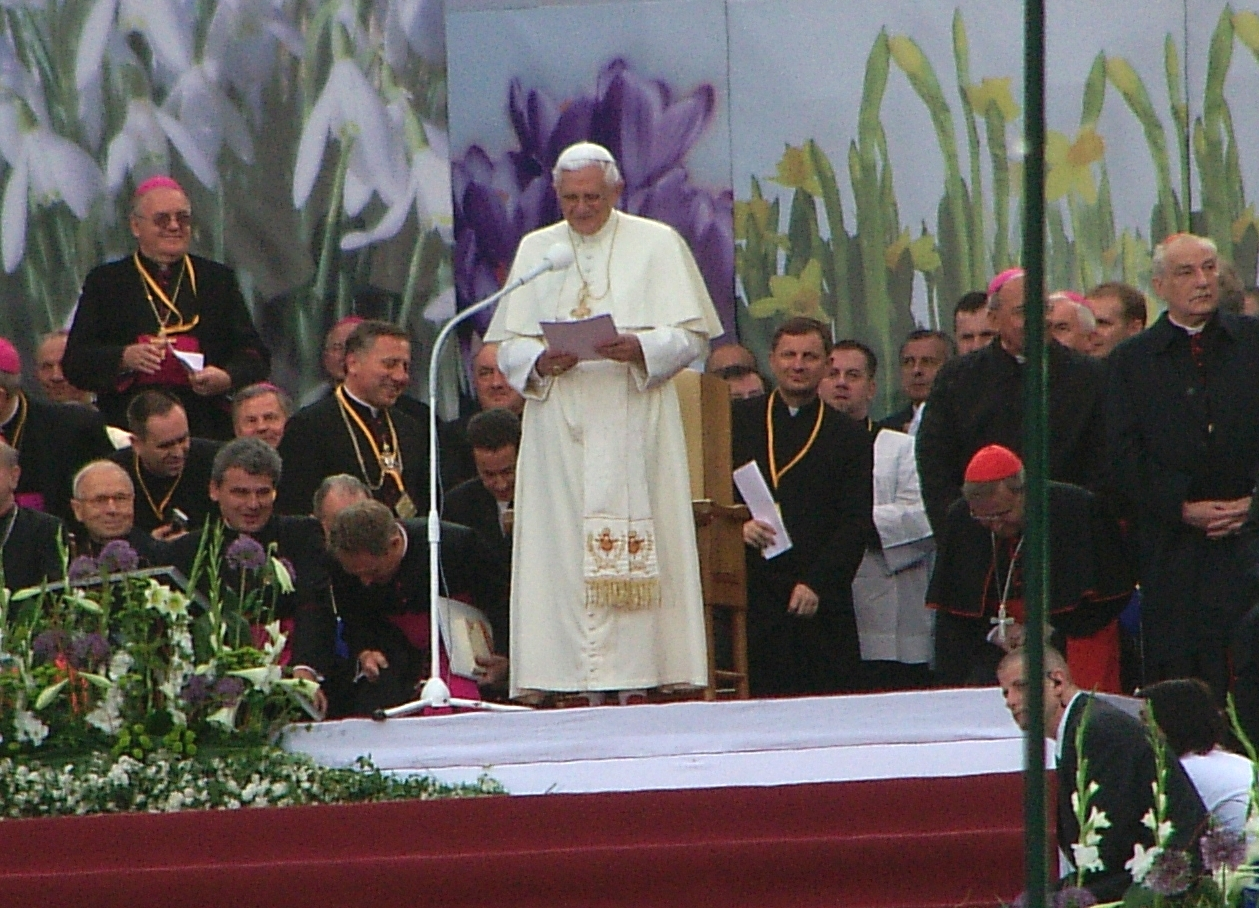
Benedykt XVI przemawia po polsku w trakcie spotkania z młodzieżą na krakowskich Błoniach

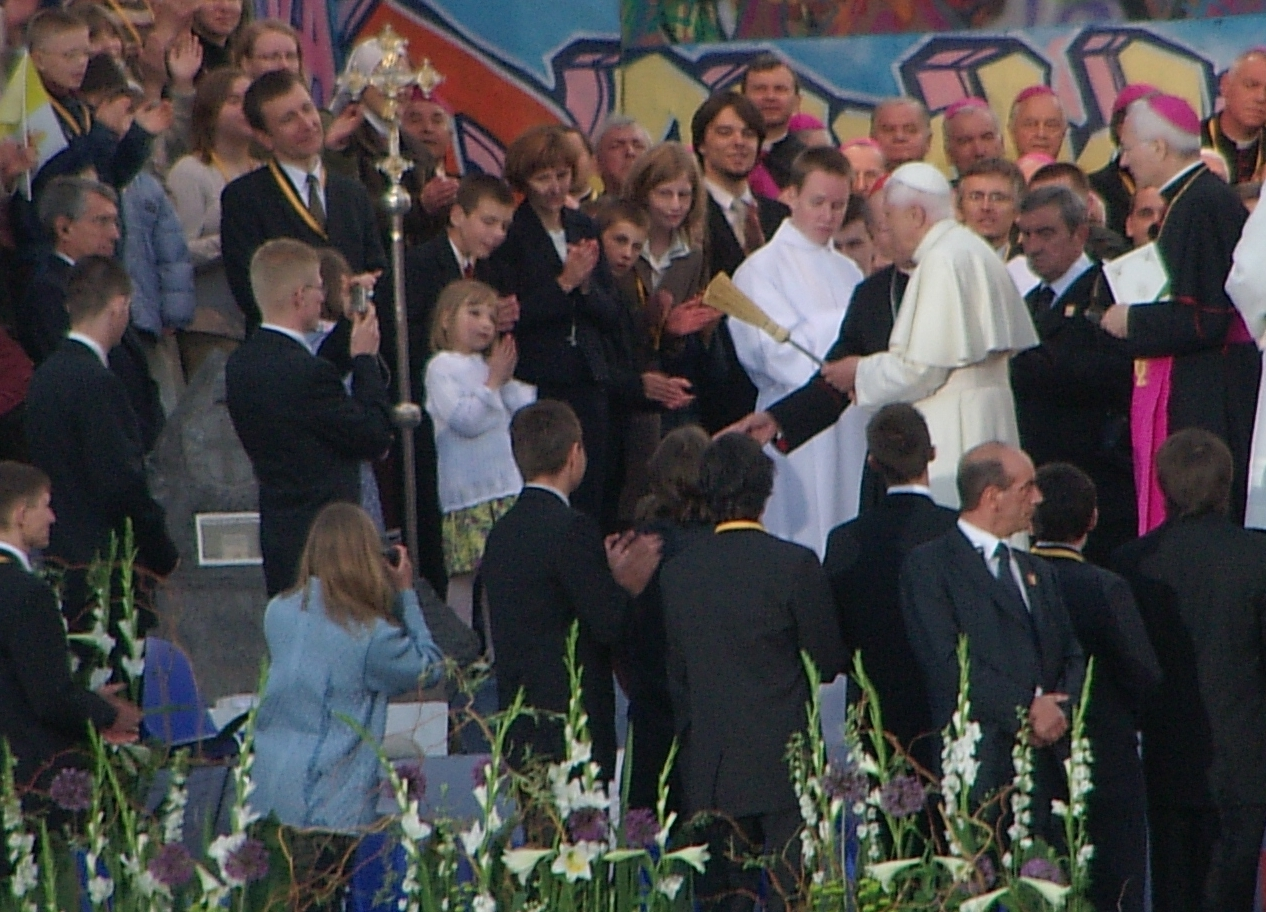
Benedykt XVI święci kamień węgielny pod budowę Centrum Jana Pawła II „Nie lękajcie się”

- 10:30 – wizyta w Wadowicach (udział ok. 30 tys. wiernych)
  - papież modlił się w bazylice Ofiarowania NMP oraz zwiedził dom rodzinny Jana Pawła II, potem spotkał się na rynku z mieszkańcami Wadowic, oraz pielgrzymami.
- 12:00 – wizyta w Kalwarii Zebrzydowskiej (udział ok. 25 tys. wiernych).
  - Papież odstąpił tutaj od oficjalnego programu i zwiedził bazylikę. Potem, przemawiając z ołtarza polowego do zgromadzonych wiernych, apelował: Módlcie się za mnie i za cały Kościół, lecz nie sami – z rodziną. Wierni pożegnali go skandując po niemiecku Wir lieben Dich! (Kochamy Ciebie!), co papież przyjął z uśmiechem.
- 13:00 – spotkanie z 2 tysiącami chorych w Sanktuarium Bożego Miłosierdzia w Krakowie-Łagiewnikach
  - papież modlił się przed relikwiami św. Faustyny znajdującymi się w kaplicy klasztornej, a potem przyjechał papamobile do sanktuarium, gdzie spotkał się z chorymi i niepełnosprawnymi.
- 18:00 – wizyta na Wawelu
  - Powitany biciem dzwonu Zygmunta Benedykt XVI modlił się przy konfesji św. Stanisława.
- 18:45 – spotkanie z młodzieżą na Błoniach w Krakowie (udział ok. 600 tys. młodzieży)
  - Mottem spotkania były słowa, które Jezus wypowiedział do św. Piotra – Tu es Petrus (Ty jesteś skała). W swoim przemówieniu Benedykt XVI wezwał młodzież do budowania (...) domu na skale, którą jest Chrystus. W trakcie całego spotkania tłum wielokrotnie wykrzykiwał do wyraźnie wzruszonego Benedykta: Tu es Petrus!, oraz Benedetto – Dio te ha eletto! (Benedykcie – Bóg Cię wybrał!).
  - Podczas spotkania papież pobłogosławił kamień węgielny pod mające powstać na terenie dawnej fabryki Solvay w krakowskich Łagiewnikach Centrum Jana Pawła II „Nie lękajcie się”. Częścią fundamentu budynku, w którym mieścić się będzie Centrum staną się kamienie przyniesione przez młodych ludzi przybywających na spotkanie z Benedyktem XVI.
  - Po spotkaniu z papieżem na Błoniach odbył się całonocny koncert młodzieżowej muzyki religijnej.
- 21:32 – wyjście na okno kurii metropolitarnej w Krakowie (udział ok. 6 tys. wiernych)
  - W krótkim przemówieniu papież podziękował młodzieży za (...) niezapomniany wieczór świadectwa wiary (...), oraz za obecność młodych ludzi pod oknem Pałacu Arcybiskupiego na Franciszkańskiej 3.

### Niedziela, 28 maja 2006

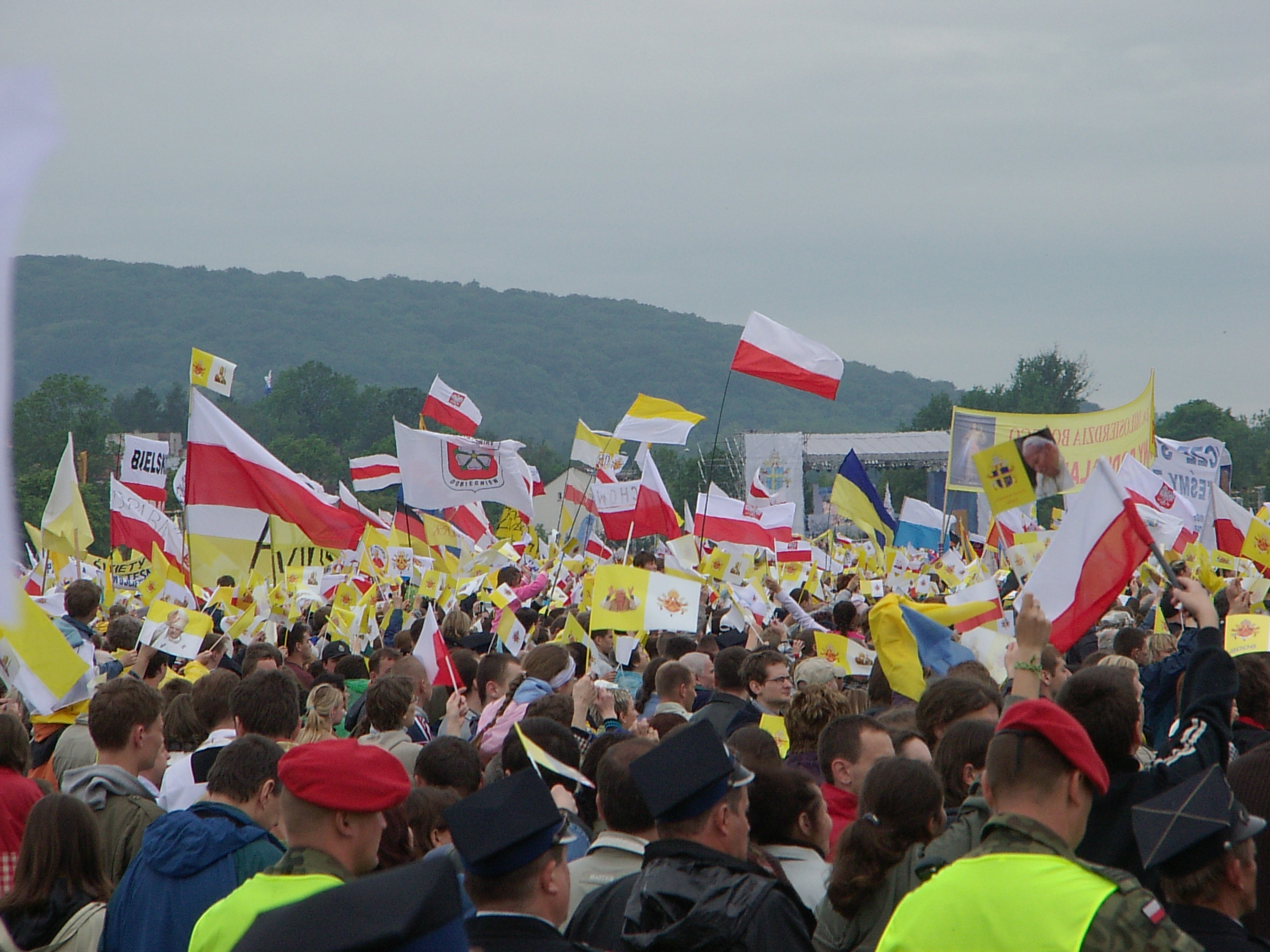
Pielgrzymi na krakowskich Błoniach

- 9:30 – msza na Błoniach w Krakowie (udział około 900 000 wiernych)
  - W homilii papież wyznał, że z głębokim wzruszeniem sprawuje Eucharystię w miejscu, gdzie wielokrotnie czynił to Jan Paweł II. Na słowa papieża: Kraków Karola Wojtyły i Kraków Jana Pawła II jest również moim Krakowem wierni odpowiedzieli okrzykami Jesteś w domu!.
  - Mszę koncelebrowało ok. 1900 duchownych: kardynałów, biskupów i księży z Polski i 16 innych państw.
  - Po zakończeniu Eucharystii papież odmówił wraz z wiernymi modlitwę Regina Coeli.
- 15:52 – papież kolejny raz ukazał się w oknie Pałacu Arcybiskupiego w Krakowie, aby pożegnać się ze zgromadzonymi wiernymi przed odjazdem z Krakowa.
  - Benedykt XVI pożegnał się ze zgromadzoną tam młodzieżą słowami: Drodzy przyjaciele, chciałbym wam podziękować za waszą obecność, za waszą przyjaźń, za waszą radość. Niech Pan Bóg zawsze będzie z wami. Do zobaczenia w Rzymie, a jeżeli Pan Bóg pozwoli, to również jeszcze w Krakowie. Arrivederci, gracie, dziękuję. Do widzenia. Niech będzie pochwalony Jezus Chrystus.

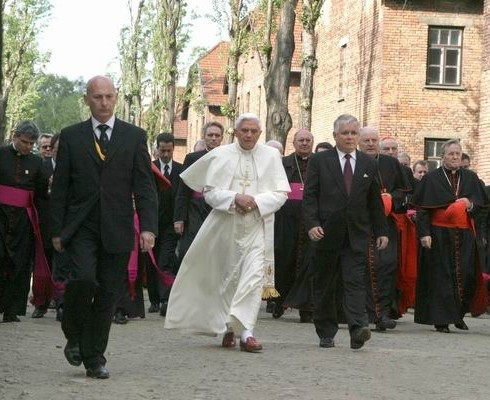
Benedykt XVI w obozie koncentracyjnym Auschwitz-Birkenau

- 17:00 – wizyta w byłym obozie koncentracyjnym Auschwitz-Birkenau
  - Benedykt XVI pieszo, samotnie i w milczeniu przekroczył słynna bramę z napisem Arbeit macht frei (Praca czyni wolnym). Potem udał się do bloku 11, tzw. Bloku Śmierci, a następnie pod Ścianę Straceń. Po modlitwie papież przywitał się z byłymi więźniami KL Auschwitz i udał się do celi, w której zginął śmiercią męczeńską Maksymilian Maria Kolbe.
  - Po pobycie w Auschwitz I papież przejechał do obozu Auschwitz II-Birkenau, po modlitwie w wielu językach (papież modlił się po niemiecku i było to jedyne jego oficjalne wystąpienie w tym języku w czasie podróży do Polski) w swoim przemówieniu mówił: W miejscu takim jak to brakuje słów, a w przerażającej ciszy serce woła do Boga: Panie, dlaczego milczałeś? Dlaczego na to przyzwoliłeś? W tej ciszy chylimy czoło przed niezliczoną rzeszą ludzi, którzy tu cierpieli i zostali zamordowani. Cisza ta jest jednak głośnym wołaniem o przebaczenie i pojednanie, modlitwą do żyjącego Boga, aby na to nie pozwolił nigdy więcej.
- 21:45 – odlot do Rzymu z lotniska Kraków – Balice.

## Media
Do obsługi medialnej wizyty Benedykta XVI w Polsce akredytowało się 4131 osób. Pielgrzymki Jana Pawła II obsługiwało ok. 3 tys. dziennikarzy. W sumie akredytowanych było 538 dziennikarzy prasowych, 420 dziennikarzy telewizyjnych, 404 fotoreporterów, 221 dziennikarzy radiowych. Przy obsłudze medialnej pracowali też operatorzy kamer (459), technicy telewizyjni (736) i tłumacze (49). Organizacją obsługi medialnej wizyty papieża zajmowały się Katolicka Agencja Informacyjna oraz Polska Agencja Prasowa.
Francuski Le Figaro napisał, że Polacy pokochali Benedykta XVI. Ludwig Ring-Eifel z niemieckiej agencji Katholische Nachrichten-Agentur stwierdził, że Polacy przyjęli papieża z wielką serdecznością. Irlandzki dziennik The Irish Times podkreślił entuzjastyczne przyjęcie Benedykta XVI w Częstochowie. Angielski The Times przywołał wypowiedzi Polaków, którzy byli zachwyceni łagodnością i delikatnością papieża. New York Times, komentując wizytę Benedykta XVI na terenie byłego niemieckiego obozu koncentracyjnego Auschwitz-Birkenau, wskazał, że papież winę za holocaust przypisał tylko nazistowskiemu reżimowi, pomijając odpowiedzialność zań zwykłych Niemców.